# Церо-Бранко
Церо-Бранко (італ. Zero Branco, вен. Zero Branco) — муніципалітет в Італії, у регіоні Венето, провінція Тревізо.
Церо-Бранко розташоване на відстані близько 420 км на північ від Рима, 23 км на північний захід від Венеції, 10 км на південний захід від Тревізо.
Населення — 11 281 особа (2014).
Щорічний фестиваль відбувається 15 серпня. Покровитель — Богородиця Небовзята.

## Демографія
Населення за роками:

Станом на 1 січня 2023 року в муніципалітеті офіційно проживали 624 іноземці з 46 країн, серед них 187 громадян країн Євросоюзу та 27 громадян України.

## Сусідні муніципалітети
- Мольяно-Венето
- Моргано
- Пьомбіно-Дезе
- Преганцьоль
- Куїнто-ді-Тревізо
- Скорце
- Требазелеге